# Lomtjärnen (Säters socken, Dalarna)
Lomtjärnen är en sjö i Säters kommun i Dalarna och ingår i Dalälvens huvudavrinningsområde. Sjön har en area på 0,0758 kvadratkilometer och ligger 234,2 meter över havet.

## Delavrinningsområde
Lomtjärnen ingår i det delavrinningsområde (668536-149550) som SMHI kallar för Ovan Skånanån. Medelhöjden är 235 meter över havet och ytan är 15,02 kvadratkilometer. Det finns ett avrinningsområde uppströms, och räknas det in blir den ackumulerade arean 19,7 kvadratkilometer. Vattendraget som avvattnar avrinningsområdet har biflödesordning 3, vilket innebär att vattnet flödar genom totalt 3 vattendrag innan det når havet efter 200 kilometer. Avrinningsområdet består mestadels av skog (84 procent). Avrinningsområdet har 0,31 kvadratkilometer vattenytor vilket ger det en sjöprocent på 2,1 procent.